# General de l'Exèrcit (Estats Units)

Insígnia de General de l'Exèrcit

General de l'Exèrcit (anglès: General of the Army) és un general amb rang de 5 estrelles, i és el màxim "rang possible" a l'Exèrcit dels Estats Units. Se situa immediatament al damunt del rang de General, i és equivalent als rangs d'Almirall de la Flota i a General de la Força Aèria. Sovint referit amb el terme de "general de 5 estrelles", el rang General de l'Exèrcit està reservat exclusivament per a temps de guerra. Reb el codi OTAN OF-10.

## Època post-Guerra Civil Americana

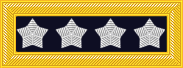
Insígnia d'espatlla de General de l'Exèrcit, 1866-1872 (Grant i Sherman).

El 25 de juliol de 1886, el Congrés dels Estats Units va establir el rang de "General de l'Exèrcit dels Estats Units" per a Ulysses S. Grant. Quan va ser nomenat General de l'Exèrcit, Grant lluïa la insígnia de 4 estrelles i botons arranjada en 3 grups de quatre.
A diferència del rang de la Segona Guerra Mundial amb el mateix nom, el rang de General de l'Exèrcit de 1866 era un rang de 4 estrelles. A diferència de l'actual rang de 4 estrelles de General, llavors només el podia lluir un oficial.

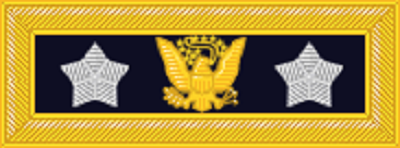
Insígnia d'espatlla de General de l'Exèrcit, 1872-1888 (Sherman i Sheridan).

Després que Grant es retirés a la vida privada, va ser succeït com a General de l'Exèrcit per William T. Sherman, el 4 de març de 1869. El 1872, Sherman ordenà que es modifiqués la insígnia a dues estrelles amb l'escut dels Estats Units al mig.
Mitjançant una acta de l'1 de juny de 1888, el rang de Tinent General va ser descontinuat i va fusionar-se amb el de General de l'Exèrcit, que va ser conferit a Philip H. Sheridan (les cobertes de l'autobiografia de Sheridan van ser decorades amb 4 estrelles, evocant les 4 estrelles del galó lluïdes per Grant). El rang de General de l'Exèrcit va cessar després de la mort de Sheridan el 5 d'agost de 1888, i el màxim rang de l'Exèrcit dels Estats Units tornà a ser el rang de dues estrelles de Major General.

## Època de la Segona Guerra Mundial

Actual insígnia d'espatlla de 5 estrelles amb l'escut dels Estats Units

La segona versió de General de l'Exèrcit va ser creada mitjançant Llei Pública 78-482, del 14 de desembre de 1944, primer com a rang temporal, i fet permanent el 23 de març de 1946 per una acta del Congrés.
Va ser creat per donar paritat de rang als comandants superiors americans amb els seus col·legues britànics que tenien el rang de Mariscal de Camp. Paral·lelament es creà el rang Almirall de la Flota per a la Marina (equivalent al rang britànic d'Almirall de la Flota. Aquest segon General de l'Exèrcit no pot comparar-se amb el de l'època de la Guerra Civil Americana.
La insígnia de General de l'Exèrcit, tal com va ser creada el 1944, consisteix en 5 estrelles distribuïdes en forma pentagonal, amb les puntes tocant-se. Els 5 oficials que han lluït aquest rang són:
| • | George C. Marshall   | 16 de desembre de 1944 |
| • | Douglas MacArthur    | 18 de desembre de 1944 |
| • | Dwight D. Eisenhower | 20 de desembre de 1944 |
| • | Henry H. Arnold      | 21 de desembre de 1944 |
| • | Omar Bradley         | 20 de setembre de 1950 |

Els nomenaments dels primers 4 Generals de l'Exèrcit van ser coordinats amb els nomenaments dels Almiralls de la Flota (el 15, 17 i 19 de desembre de 1944), per establir un clar orde d'antiguitat i una equivalència entre els serveis.
Un rumor històric diu que es va fer servir el títol de "General de l'Exèrcit" en lloc del de "Mariscal de Camp" (en anglès 'Field Marshal') perquè George Marshall no volia ser conegut com a "Marshal Marshall". D'altres fonts militats afirmes que el rang va rebre aquest nom perquè el rang de "Mariscal de Camp" era vist pels militars americans com un rang europeu.

## Ús actual
Des d'Omar Bradley el 1950, ningú no ha sigut nomenat General de l'Exèrcit. El rang és mantingut i es podria tornar a fer servir, sempre en temps de guerra, i sota l'aprovació del Congrés. La política actual de l'Exèrcit és que General de l'Exèrcit, General de la Força Aèria i Almirall de la Flota són rangs que només s'han d'usar quan un comandant de les forces americanes ha de ser igual o superior als comandants dels exèrcits d'altres nacions.
Després de la Guerra del Golf de 1991, es va especular amb la possibilitat que el President George Bush estava considerant conferir el rang a Colin Powell i a Norman Schwarzkopf en reconeixement dels seus serveis, però mai no s'arribà a portar a terme.

## General dels Exèrcits dels Estats Units
General dels Exèrcits dels Estats Units és considerat superior a General de l'Exèrcit, però mai no ha estat lluït per oficials al servei actiu al mateix temps que algú altre lluís el rang de General de l'Exèrcit. Només ha estat lluït per dues persones: John J. Pershing, que va rebre el rang el 1919 després de la I Guerra Mundial, i George Washington, que el rebé a títol pòstum el 1976 com a part de les celebracions pel bicentenari dels Estats Units. El 1956 es proposà promoure a Douglas MacArthur, però la moció no va prosperar.